# Asilus megastylus
Asilus megastylus är en tvåvingeart som beskrevs av Philippi 1865. Asilus megastylus ingår i släktet Asilus och familjen rovflugor. Inga underarter finns listade i Catalogue of Life.